# مگس‌گیر پهلوزیتونی
مگس‌گیر پهلوزیتونی (نام علمی: Contopus cooperi) یک پرنده گنجشک‌سان کوچک تا متوسط در تیرهٔ ژیان‌مرغان (Tyrannidae) است. این یک گونه مهاجر است که برای تولیدمثل در تابستان از جنوب به آمریکای شمالی سفر می‌کند. این پرنده بسیار چابک است و عمدتاً حشرات پروازی را در هنگام پرواز مصرف می‌کند. از سال ۲۰۱۶، این گونه در سطح جهانی (IUCN) تقریباً در معرض خطر قرار گرفته و به دلیل کاهش جمعیت در کانادا در معرض تهدید قرار گرفته است.